# Colombres (Ribadedeva)
Colombres és una vila i parròquia rural del consell de Ribadedeva, a Astúries. És la capital del consell. La població el 2011 era de 1.385 habitants (INE Arxivat 2015-12-22 a Wayback Machine.). Ocupa una extensió de 16,65 km². Està situada a 136 km d'Oviedo. Limita al nord amb la mar Cantàbrica; a l'est amb el riu Deva, que el separa de Cantàbria; al sud amb Peñamellera Baja i a l'oest amb Llanes.
Els seus llocs més importants són la platja de la Franca, la Cova del Pindal, el far de San Emeteri, i sobretot les diverses edificacions fruit dels indians, i l'Arxiu d'Indians (Fundación Archivo de Indianos).

## Poblacions
- El Peral, considerat un barri de Colombres
- Bustio (Bustiu en asturià)
- Colombres (capital del concejo)
- Pimiango (Pimiangu)
- Villanueva
- Noriega
- Bojes
- La Franca
- Boquerizu
- Andinas